# وداد ایبیشویچ
وداد ایبیشویچ (انگلیسی: Vedad Ibišević؛ زاده ۶ اوت ۱۹۸۴) یک بازیکن فوتبال اهل بوسنی و هرزگوین است.